# Best Thing I Never Had
«Best Thing I Never Had» es una canción de la cantante estadounidense Beyoncé, la cual pertenece a su cuarto álbum de estudio titulado 4. Fue lanzado como el segundo sencillo del álbum el 1 de junio de 2011. La canción es una balada R&B, la cual habla sobre venganza y el karma, además de expresar su felicidad por haber dejado a su antiguo amor.
La canción recibió críticas positivas, especialmente comparándola con su canción Irreplaceable. Según Nielsen SoundScan, hasta octubre de 2012, «Best Thing I Never Had» vendió 1 000 000 de descargas en Estados Unidos, donde se convirtió en el sencillo más vendido de 4. Alcanzó el top 10 en países como Reino Unido, Irlanda y Nueva Zelanda, como también el puesto 16 en Estados Unidos. Ingresó a casi todas las listas del mundo.

## Escritura y grabación
Knowles y Patrick "J. Que" Smith escribieron «Best Thing I Never Had», en colaboración con sus productores Kenneth "Babyface" Edmonds, Symbolyc, Uno de ellos, Antonio Dixon, Taylor Shea, y Caleb McCampbell. Según Smith, «Best Thing I Never Had» es una balada, pero no fue escrita originalmente para los primeros demos sonaba como material de finales de 1980 el hip hop. La principal fuente de inspiración para la canción fue la batería de la canción de Doug E. Fresh "The Show" (1985). Smith le dijo a Gyant de Black Entertainment Television (BET) que fue intimidado inicialmente a la idea de trabajar con Knowles. Él estaba en Los Ángeles cuando Tony Dixon le llamó por teléfono para decir que él y Edmonds se va a escribir algunas canciones con Knowles. Smith se le preguntó a unirse a ellos en el estudio y el trío escribió parte de «Best Thing I Never Had». Después de unos días, Dixon y Smith se dirigieron al estudio de nuevo para completar la redacción. La canción fue modificada por Edmonds después de escuchar un demo, lo ajustado de las letras y añadió algunas melodías más.
Knowles se registraron en el estudio de KMA en la ciudad de Nueva York. Cuando el trío tocó Knowles la demo de «Best Thing I Never Had», ella inmediatamente se aprobó después de hacer ligeras modificaciones. Smith dice que Knowles fue, literalmente, saltando arriba y abajo después de escuchar el demo. Una hora más tarde Knowles grabaron «Best Thing I Never Had» y otras dos canciones. Smith recordó que Knowles se centró exclusivamente en la grabación, haciendo caso omiso de hambre mientras trabajaba en la noche. Knowles ha declarado que cada hombre y cada mujer puede referirse a una materia de la canción porque en un momento, casi todo el mundo termina una relación, debido a la falta de compromiso por parte de su pareja.

## Arte de la canción
En una fiesta privada para escuchar el cuarto trabajo de estudio de Knowles, se llevó a cabo el 12 de mayo de 2011. Knowles ofreció a un selecto grupo de fanes de una vista previa de cinco canciones de 4, incluyendo «Best Thing I Never Had». El 20 de mayo de 2011, una canción llamada «End Of Time», con Knowles profesando amor eterno, se filtró en Internet, la marca de agua con la etiqueta de "sólo para uso interno". Varios sitios web, incluyendo MTV News informó de que podría ser lanzado como el segundo sencillo de 4. Sin embargo, estas especulaciones fueron eclipsados rápidamente por la liberación de «1+1» el 25 de mayo de 2011, un sencillo promocional en los Estados Unidos exclusivamente. Sin embargo, Columbia Records informó que «1+1» no sería lanzado previamente y que «Best Thing I Never Had» fue favorecido como el segundo sencillo de 4, después de «Run the World (Girls)».
El 27 de mayo de 2011, en Pittsburgh la estación de radio 96.1 Kiss FM recibió un correo electrónico de gestión de Knowles, informándoles de que «Best Thing I Never Had», se estrenará en la radio el 1 de junio de 2011. El sencillo debutó en las radios de Estados Unidos a las 8 a. m. (EST) ese día. Su portada se dio a conocer también el 1 de junio de 2011, en el sitio web oficial de Knowles.
Fue fotografiada por Ellen von Unwerth y muestra Knowles posando en un cuarto de baño frente a un espejo mientras lleva puesto un vestido ajustado, diseñado por Lleah Rae. Ella tiene un tubo de lápiz de labios rojo, que se ha utilizado para escribir "King B" en el espejo. La canción fue lanzada digitalmente en Australia, Canadá, Nueva Zelanda y Estados Unidos el 1 de junio de 2011, y en Europa el 9 de junio de 2011. «Best Thing I Never Had» fue lanzado como descarga digital en el Reino Unido el 3 de julio de 2011, y como un solo CD en Alemania el 29 de julio de 2011, y en el Reino Unido el 2 de agosto de 2011. Un EP digital que contiene cuatro remixes de la canción fue lanzada en Australia, Nueva Zelanda, Europa y el Reino Unido el 2 de septiembre de 2011.

## Composición de la canción

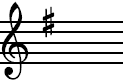
La canción está escrita en la tonalidad de sol mayor.

«Best Thing I Never Had» es un pop midtempo y R & B balada, que incorpora elementos de la música gospel. La canción se encuentra en un tiempo común con un ritmo moderado de 100 latidos por minuto, y está escrito en la tonalidad de sol ♭ mayor. La introducción sigue la progresión de acordes de G ♭ ♭-C-E ♭ m-D ♭, mientras que los versos siga E ♭ m-G ♭ ♭ sus4-G-E ♭ m-D ♭ 6-G ♭ sus4-G ♭. capas voces femeninas proporcionan un respaldo a las voces de Knowles ocasionalmente agresivas. La instrumentación incluye un piano, el estadio del tamaño de los bombos y las cadenas de «Best Thing I Never Had» es una canción de temática kiss-off; que es en este sentido similares a las canciones de Knowles propias como "Irreplaceable" (2006) y "If I Were a Boy" (2008). Kyle Anderson de la revista Entertainment Weekly escribió que los elementos de la balada han emanado de Celine Dion "Eso es The Way It Is" (1999), y Bruce Hornsby, "The Way It Is" (1986). Caryn Ganz de Yahoo! Música escribió que «Best Thing I Never Had», se asemeja a la canción de 2002 de Vanessa Carlton llamada "A Thousand Miles" junto con ritmo golpeando Ryan Tedder de. Priya Elan de NME señaló que la balada es una reminiscencia de los propios Knowles 2008 canciones "Halo" y "Scared Of Lonely", debido a su obra para piano en cascada y el ritmo del tambor.

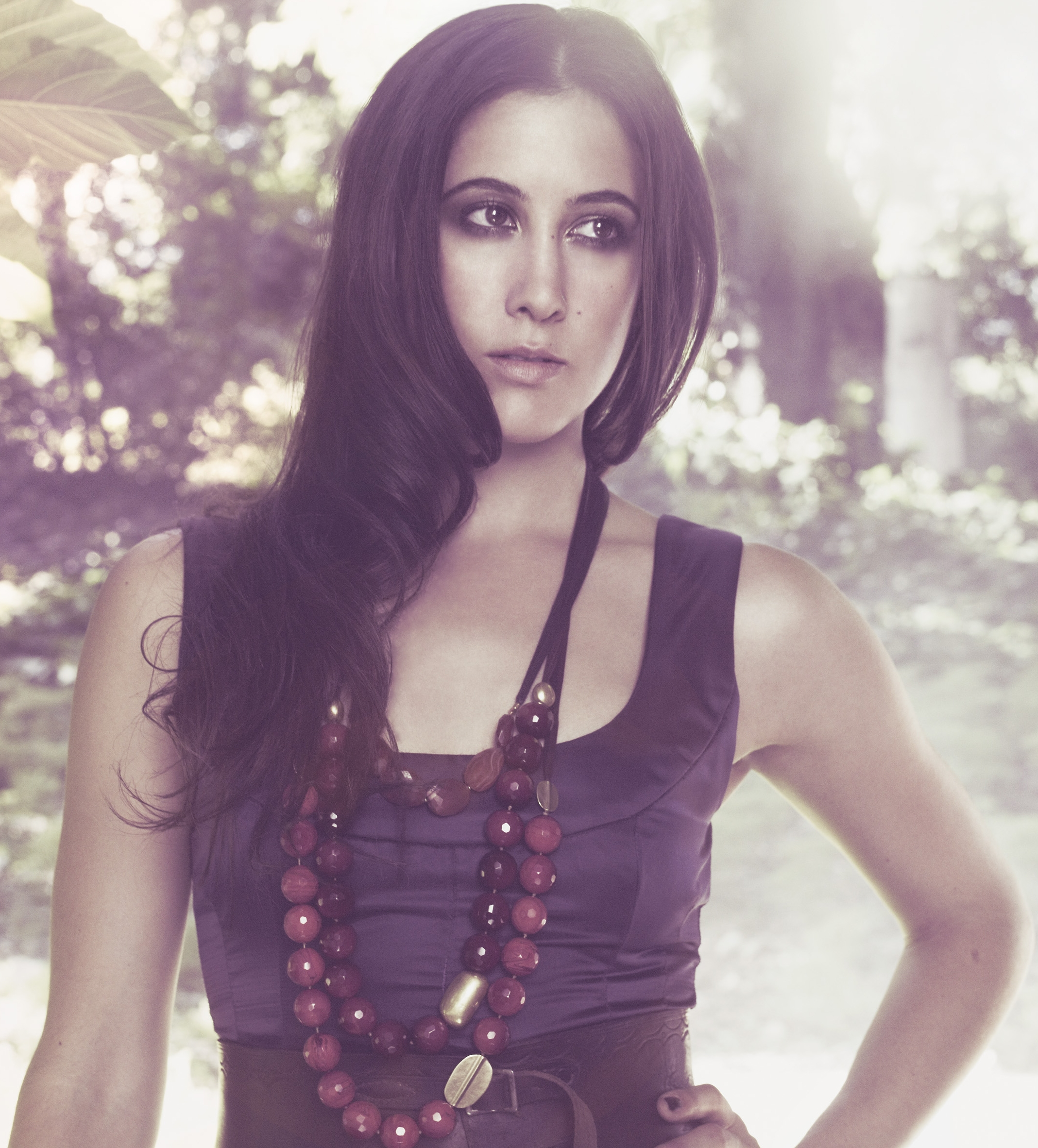
La canción según los medios de comunicación se asemeja a «A Thousand Miles» de Vanessa Carlton.

James Dinh de MTV News, escribió que «Best Thing I Never Had» suena como una canción de un musical de Broadway, que atribuyó la comparación con la colaboración de Knowles con la banda de Fela! para obtener inspiración del sujeto de la obra, el músico y compositor nigeriano Fela Kuti.
La letra de la canción es acerca de la ruptura de una relación entre Knowles y su amante, una situación que se adapte a los dos. También toca en la venganza y el karma, en particular la línea de apertura, "When I think of the time that I almost loved you / You showed your ass and I saw the real you / Thank God you blew it, I thank God I dodged a bullet / I’m so over you, so baby good looking out / I wanted you bad / I’m so through with that / Because honestly / You turned out to be the best thing I never had / And will always be the best thing you never had."  En el segundo verso, Knowles sigue a despedir a su antiguo amante mientras ella canta "So sad, you're hurt / boo hoo ...", sobre un riff de piano tintineante y de bombos. A continuación, canta el coro de ascenso, que en esta ocasión cuenta con cadenas de subida y un acompañamiento de piano que eleva agresiva. Nadine Cheung de AOL Radio señaló que si bien arranca Knowles a través de los versos, canta el estribillo y el puente con moderación, en este último, afirma que ella ha pasado en la vida. La canción termina, como en repetidas ocasiones Knowles canta: "What goes around comes back around / I bet it sucks to be you right now."

## Recepción de la crítica
«Best Thing I Never Had» fue generalmente bien recibido por los críticos musicales que complementan las voces de Knowles, la honestidad en el mensaje de la canción, y su apelación de radio. Gerrick D. Kennedy de Los Angeles Times señaló las similitudes entre «Best Thing I Never Had» y sencillos de Knowles anteriores como "Irreplaceable" y "If I Were a Boy", y llegó a la conclusión de que Knowles, "sin duda sabe cómo deshacerse de un hombre en estilo". Mateo Perpetua de la revista Rolling Stone escribió que «Best Thing I Never Had» podría ser "parte insustituible de dos ", y señaló que el rendimiento de Knowles vocal aporta profundidad a la canción. Juzwiak Rich de The Village Voice escribió que la canción no es tan icónica como punto de referencia "Irreplaceable", pero "ni es tan sombrío". Elogió el optimismo en la letra de la canción. Consecuencia de sonido del escritor Chris Coplan comentó que la balada es un momento de gran alcance de la autorrealización, que se ve reforzada por la actuación vocal de Knowles  "como [un] pájaro herido se volvió resistente a una leona". La elección de «Best Thing I Never Had» como el punto culminante de 4, Andy Kellman de Allmusic lo describió como "un grandilocuente kiss-off salvo por la capacidad de Beyoncé para arar a través de ella". Kyle Anderson de la revista Entertainment Weekly señaló el rendimiento gráfico de moderado de "Run the World (Girls)", y escribió:

«Best Thing I Never Had» de Beyoncé se encuentra a la minería el mismo tipo de imágenes de mujer-poder como lo hizo en '«Run the World (Girls)». Pero hay algo más directo y honesto acerca de las letras en el nuevo sencillo (tal vez es la grandeza instantánea de la línea, "Cuando pienso en el momento en que casi te amaba / Se mostró el trasero y vi el verdadero tú"). «Best Thing I Never Had» se siente como el tipo de golpe cruzado que le ayudará a cuatro unirse al resto de la discografía de Beyoncé en la tierra de multiplatino

## Video musical

### Antecedentes
El video musical de «Best Thing I Never Had» fue dirigido por Diane Martel, y filmada en el condado de Westchester el 15 de junio de 2011 y en Fort Greene, Brooklyn, el 16 de junio de 2011. El 20 de junio de 2011, se informó de que Knowles no jugaría como la reina del baile en el video. Knowles dijo que no es la reina del baile en el vídeo le recordaba cómo ella nunca llevaba la codiciada tiara en su propio baile de la escuela secundaria. Añadió que se sentía extraña, porque su padre, Mathew Knowles, no le acompañará hasta el altar en la escena de la boda, ya que tenía cuando se casó con Jay-Z  en abril de 2008. La escena de la boda fue filmada en un club de campo en Sleepy Hollow el 15 de junio de 2011. En julio de 2011, Knowles fue entrevistada por Access Hollywood, donde dijo que del conjunto del video:

Fue un poco extraño. Y, definitivamente, cuando caminaba por el pasillo yo estaba como, 'Esto es un poco escalofriante - no hay otro hombre de pie "Fue realmente hermoso. La gente estaba muy emocionados como si fuera realmente mi boda. Mi madre estaba y siquiera me gusta, "Aww", y yo estaba como, 'Mamá, es un vídeo. Este no es mi vestido. Esta no es la boda real ". Pero creo que es sólo uno de esos momentos que cada tipo de mujer que fantasea y revive

Knowles dijo que el vestido de novia que lleva en el video era una Barachi, que vio una ventana de la tienda hace un año cuando estaba en la 52 ª edición de los premios Grammy. Agregó que el vestido era" como una bella fantasía, por lo que se llama y que todavía tenía el vestido". Knowles también lleva una tiara diseñada por Lorraine Schwartz, quien lo convirtió en un collar. Knowles dijo que el equipo de la boda la hizo sentir "como una reina ... como una reina". Agregó que la boda de vídeo de la música era más caótica que la boda real en 2008, "Esto pudo haber sido un poco más loca, en realidad. Yo tenía que cantar al mismo tiempo!" El marfil drapeado del vestido de escote en V, que Knowles luce en el video fue diseñado por el estadounidense de origen chino diseñadora de moda Vera Wang. El video se estrenó en línea a las 8 p. m. (EST) el 7 de julio de 2011.

### Sinopsis
El video musical comienza con Knowles preparándose para la ceremonia de su boda. Ella está en su gabinete con un corsé de encaje y un combo de ropa interior con ligas. A medida que la canción comienza, Knowles mira hacia la cámara, dirigiéndose al espectador al tiempo que afirma el sujeto de la canción que ella era la mejor que había tenido. Los movimientos de vídeo de Knowles jugando con una tiara, un velo y tul de compensación en una cama, con las diversas fases de vestirse. Entre las escenas, las escenas de flash back de Knowles en la escuela secundaria se muestran. Knowles es visto con un novio del instituto en su mayor-Una noche para morir el 16 de mayo de 1998. Como Knowles y su novio de baile, se interesa por otra chica, dejando Knowles solo en la pista de baile.
El video a continuación, vuelve al presente, con Knowles en sus preparativos finales antes de su matrimonio. Ella se muestra con un vestido blanco y cantando al atardecer la cima de una colina cubierta de hierba, seguido de una escena de su caminar por el pasillo y el intercambio de votos. Su examante se muestra en la fiesta de graduación, sumido en sus pensamientos, con su corona del rey del baile de graduación en la cabeza ladeada. Knowles y su marido se ven celebrando en una recepción alegre y bien atendidos. El novio quita la liga de la novia con los dientes y empezar a bailar con sus familiares más jóvenes. La escena final cuenta con Knowles, que buscan en la cámara una mirada feliz y satisfecho. Ella se marcha con confianza para reunirse con su fiesta de bodas y el nuevo marido, y luego la pantalla se desvanece a negro

### Video alternativo
El 26 de julio de 2011, Knowles ha anunciado planes para hacer un video de música alternativa por "Best Thing I Never Had". Pidió a sus fanes a enviar fotos de sus bodas o experiencias de fiesta del día, los que se incluirían en una versión reeditada del video. Este video alternativo estaba prevista para el lanzamiento en septiembre de 2011. Sin embargo, se estrenó el 11 de octubre de 2011, sobre Celebuzz

## Presentaciones en vivo

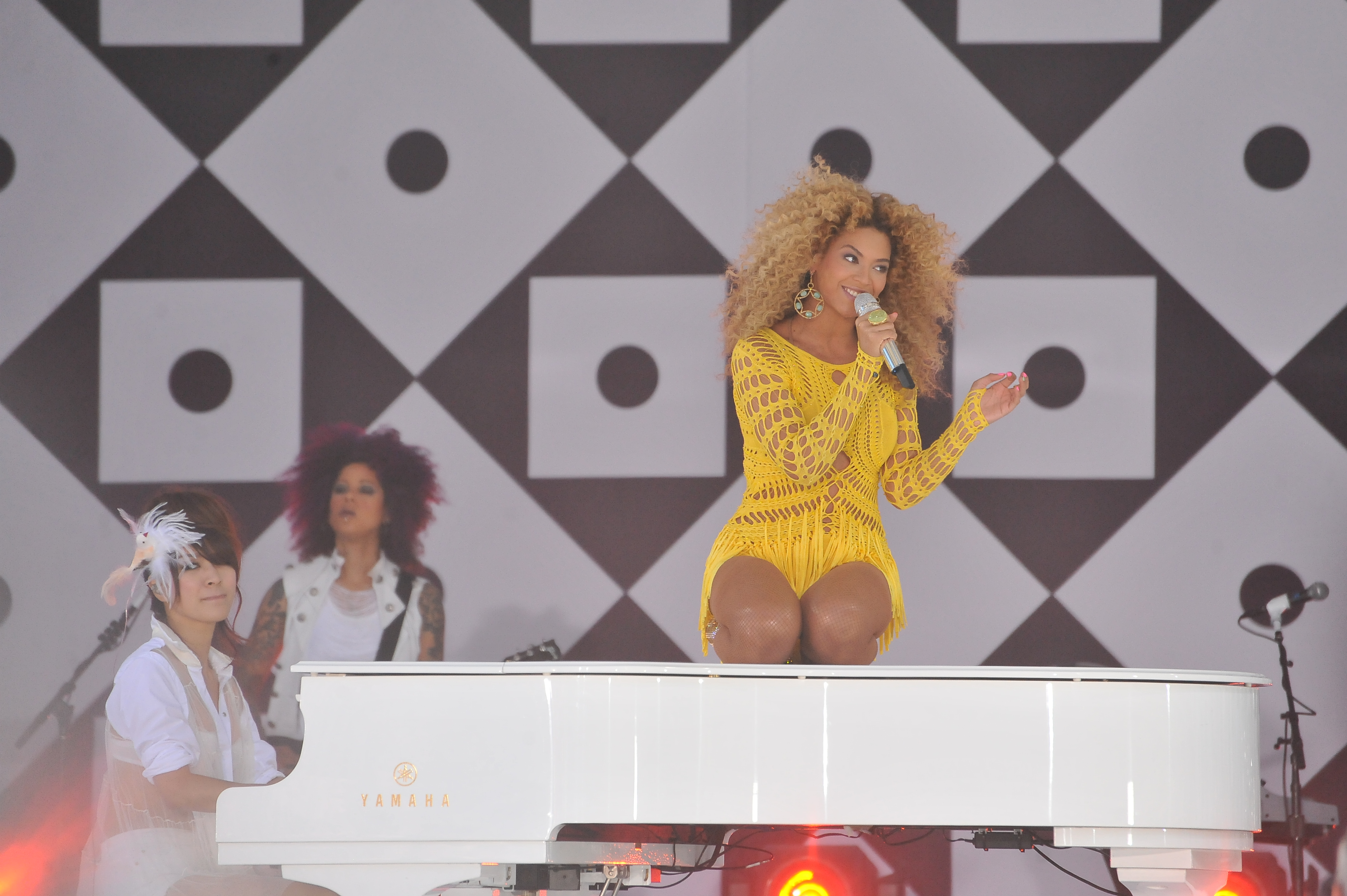
Knowles cantando en Good Morning Americas Summer Concert Series.

Con un vestido de franja rosa, Knowles realizó «Best Thing I Never Had» en vivo por primera vez durante su concierto en el Palacio Nikaia en Niza, Francia el 20 de junio de 2011. Luego cantó la balada el 26 de junio de 2011, en el Festival de Glastonbury 2011, donde fue el acto de clausura, y el de cabecera de cartel a solas del primer gran mujer en aparecer en la etapa de la pirámide en más de veinte años. Llevaba una chaqueta de corte bajo de oro y lentejuelas en el escenario. El rendimiento de Knowles en «Best Thing I Never Had» en el Festival de Glastonbury fue transmitido en los Estados Unidos durante el 2011 los premios BET el mismo día. El 28 de junio de 2011, se interpretó la canción durante el final de X Factor de Francia, con un vestido de estilo romano. El 1 de julio de 2011, Knowles dio un concierto gratuito, incluido en Good Morning America como parte de su Serie de Conciertos de Verano. Con un vestido amarillo y franjas de oro stilettos, cantó «Best Thing I Never Had».
Vestida con un traje negro, Knowles cantó la balada en la 35 ª anual de Macy el 4 de julio con fuegos artificiales espectaculares a un público, que incluía a miembros en activo de las fuerzas armadas.
Knowles realizó «Best Thing I Never Had» en la vista y en Late Night con Jimmy Fallon. Durante la presentación en Late Night con Jimmy Fallon, ella estaba vestida de blanco y el respaldo de banda de la casa The Roots. Brad Wete de Entertainment Weekly escribió que Knowles "volteava la pista de tres maneras: primero, como ella lo realizó en su piano impulsado como se escucha en el álbum, y luego adoptó un estilo funky a cantar el segundo verso, antes de terminar en forma de jazz en el puente".
Caroline Shin, de la revista New York describió el desempeño de Knowles tan poderoso. Ella realizó «Best Thing I Never Had» el 14 de agosto de 2011, durante las 4 noches íntimas con Beyoncé, que se celebró en el Roseland Ballroom, en Nueva York. Con un vestido de oro, Knowles ha cantado a una audiencia de 3.500, y fue respaldado por su banda totalmente femenina, así como sus coristas, llamadas The Mamas.
Jon Caramanica de The New York Times escribió que el rendimiento "tararea muy bien, pero no con fuerza", y añadió que Knowles era "prácticamente en el modo de la madre tierra, un curandero curar sus secuaces". Durante el especial de la ITV de una noche con Beyoncé, que se emitió el 4 de diciembre en el Reino Unido, Knowles realizó la balada de un grupo selecto de aficionados. Ella estaba vestida con un traje corsé de cuero con un tren de largo.

## Otras versiones
Smith publicó la versión original de la canción en su página web, El Super aleatorio, el 28 de julio de 2011. El 18 de agosto de 2011, los raperos y productores de Lil Jon and Putt Shawty reveló su DJ Kontrol Remix de "Best Thing I Never Had ". La canción fue remezclada para incorporar elementos de funk y otros géneros de hip hop, de acuerdo a Rap-Up. Lil Jon Knowles voces mixtas de más de una muestra única de 1982 The Gap Band, el "sobresaliente". Este remix cuenta con ritmos de percusión y un verso de rap de Putt.
The Horrors, una banda New Wave Inglés, realizó una versión de "Lo Mejor ", durante una edición de la sala de estar vivo en la BBC Radio 1.Chris Coplan de las consecuencias del sonido, escribió, "[...] volver a trabajar la canción del himno feroz decididamente Smiths-ian llorar-Fest, los chicos conseguido el equilibrio perfecto entre la insolencia de la original y su sonido propio deprimente. Krissi Murison de NME comentó que su cobertura era "sin duda no la mejor canción shoegaze psicodélico, tenía". "Best Thing I Never Had cosa que nunca había" también fue cubierta por el concursante de X Factor, Craig Colton, durante la segunda semana de la competición, de acuerdo con 'Love and Heartbreak' el tema

## Formatos y listas de canciones
- Descarga digital

| Descarga — Mundo |                                     |          |  |
| N.º              | Título                              | Duración |  |
| 1.               | «Best Thing I Never Had (Download)» | 4:12     |  |

| Alemania CD Single |                                              |          |  |
| N.º                | Título                                       | Duración |  |
| 1.                 | «Best Thing I Never Had»                     | 4:13     |  |
| 2.                 | «Run the World (Girls) (Kaskade Club Remix)» | 5:03     |  |

| Digital Remixes EP |                                                               |          |  |
| N.º                | Título                                                        | Duración |  |
| 1.                 | «Best Thing I Never Had (Gareth Wyn Remix)»                   | 6:33     |  |
| 2.                 | «Best Thing I Never Had (Olli Collins & Fred Portelli Remix)» | 6:23     |  |
| 3.                 | «Best Thing I Never Had (Billionaire Remix)»                  | 4:40     |  |
| 4.                 | «Best Thing I Never Had (Moguai Remix)»                       | 6:17     |  |

## Créditos y personal
Credits adapted from 4 liner notes.
| - Val Brathwaite – mixer assistant - Antonio Dixon – producer, songwriter - Kenneth "Babyface" Edmonds – producer, songwriter - Gloria Kaba – engineer assistant - Beyoncé Knowles – vocals, producer, songwriter - Caleb McCampbell – producer, songwriter - Tony Maserati – mixer | - Serge Nudel – engineer assistant - Symbolyc One – producer, songwriter - Rob Suchecki – guitar - Patrick "J. Que" Smith – songwriter - Shea Taylor – producer, songwriter - Pete Wolford – engineer assistant - Jordan "DJ Swivel" Young – recorder |

## Posicionamiento en tablas

### Semanales
| País             | Tabla (2011)                         | Posición más alta | Ref.   |
| ---------------- | ------------------------------------ | ----------------- | ------ |
| Australia        | Australian Singles Chart             | 17                | [ 70 ] |
| Australia        | Australian Urban Singles Chart       | 6                 | [ 71 ] |
| Austria          | Austrian Singles Chart               | 39                | [ 70 ] |
| Bélgica          | Belgian Singles Chart (Flanders)     | 50                | [ 70 ] |
| Bélgica          | Belgian Tip Chart (Wallonia)         | 8                 | [ 70 ] |
| Brasil           | Hot 100 Airplay                      | 5                 | [ 72 ] |
| Canadá           | Canadian Hot 100                     | 27                | [ 73 ] |
| Checa, República | Czech Airplay Chart                  | 29                | [ 74 ] |
| Dinamarca        | Danish Singles Chart                 | 24                | [ 70 ] |
| Países Bajos     | Dutch Top 40                         | 23                | [ 75 ] |
| Francia          | French Singles Chart                 | 61                | [ 70 ] |
| Alemania         | German Singles Chart                 | 29                | [ 76 ] |
| Irlanda          | Irish Singles Chart                  | 2                 |        |
| Japón            | Japan Hot 100                        | 14                | [ 77 ] |
| Nueva Zelanda    | New Zealand Singles Chart            | 5                 | [ 70 ] |
| Polonia          | Polish Airplay Chart                 | 2                 | [ 78 ] |
| Eslovaquia       | Slovak Airplay Chart                 | 2                 | [ 79 ] |
| Corea del Sur    | South Korea Gaon International Chart | 1                 | [ 80 ] |
| España           | Spanish Singles Chart                | 46                | [ 70 ] |
| Suecia           | Swedish Singles Chart                | 44                | [ 70 ] |
| Suiza            | Swiss Singles Chart                  | 35                | [ 70 ] |
| Gran Bretaña     | UK Singles Chart                     | 3                 | [ 81 ] |
| Gran Bretaña     | UK R&B Chart                         | 1                 | [ 82 ] |
| Estados Unidos   | US Billboard Hot 100                 | 16                |        |
| Estados Unidos   | US Hot R&B/Hip-Hop Songs             | 4                 | [ 83 ] |
| Estados Unidos   | US Pop Songs                         | 15                | [ 84 ] |
| Estados Unidos   | US Hot Dance Club Songs              | 1                 |        |

### Anuales
| País           | Tabla (2011)                   | Posición más alta | Ref.   |
| -------------- | ------------------------------ | ----------------- | ------ |
| Australia      | Australian Singles Chart       | 90                | [ 85 ] |
| Australia      | Australian Urban Singles Chart | 35                | [ 86 ] |
| Gran Bretaña   | UK R&B Chart                   | 6                 | [ 87 ] |
| Gran Bretaña   | UK Singles Chart               | 34                | [ 88 ] |
| Estados Unidos | US Billboard Hot 100           | 86                | [ 89 ] |
| Estados Unidos | US Hot R&B/Hip-Hop Songs       | 25                | [ 90 ] |
| Estados Unidos | US Rhythmic Songs              | 36                | [ 91 ] |

## Certificaciones
| País           | Organismo Certificador                        | Certificación | Simbolización | Ref.   |
| -------------- | --------------------------------------------- | ------------- | ------------- | ------ |
| Australia      | Australian Recording Industry Association     | Platino       | ▲             | [ 92 ] |
| Nueva Zelanda  | Recording Industry Association of New Zealand | Oro           | ●             | [ 93 ] |
| Estados Unidos | Recording Industry Association of America     | Oro           | ●             | [ 94 ] |

## Historial de lanzamientos
| País           | Fecha                   | Formato          |
| -------------- | ----------------------- | ---------------- |
| Australia      | 1 de junio de 2011      | Descarga digital |
| Canadá         | 1 de junio de 2011      | Descarga digital |
| Nueva Zelanda  | 1 de junio de 2011      | Descarga digital |
| Estados Unidos | 1 de junio de 2011      | Descarga digital |
| Europa         | 9 de junio de 2011      | Descarga digital |
| Brasil         | 9 de junio de 2011      | Descarga digital |
| Reino Unido    | 3 de julio de 2011      | Descarga digital |
| Alemania       | 29 de julio de 2011     | Disco compacto   |
| Reino Unido    | 9 de agosto de 2011     | Disco compacto   |
| Australia      | 2 de septiembre de 2011 | Digital EP       |
| Nueva Zelanda  | 2 de septiembre de 2011 | Digital EP       |
| Europa         | 2 de septiembre de 2011 | Digital EP       |
| Reino Unido    | 2 de septiembre de 2011 | Digital EP       |